# Cimetière militaire allemand de Bligny

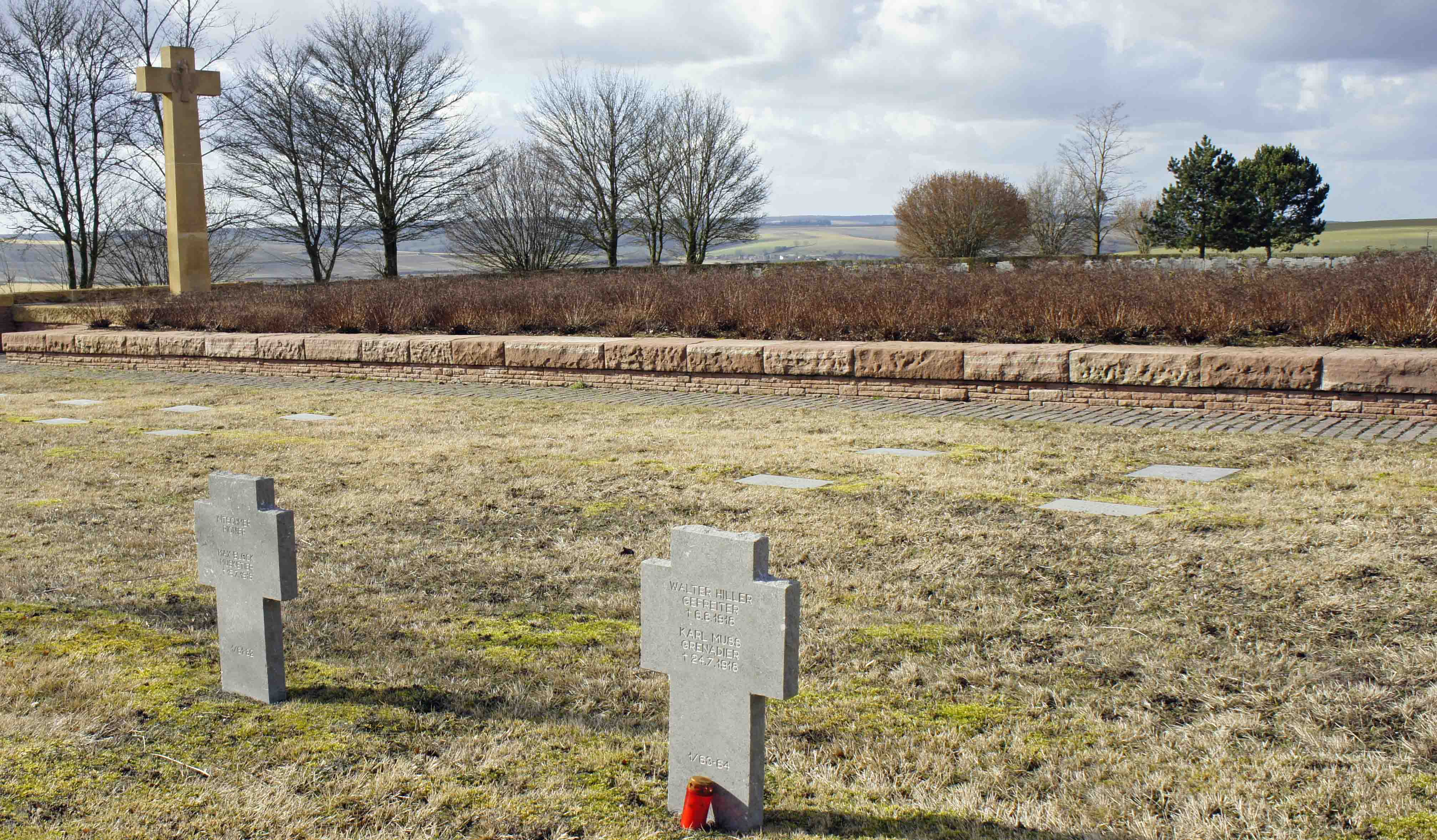
Tombes et monument.

Le cimetière militaire allemand de Bligny est un cimetière militaire de la Première Guerre mondiale situé sur le territoire de la commune française de Bligny dans le département de la Marne.

## Localisation
Le cimetière militaire allemand est situé à côté de la nécropole nationale de la « Croix-Ferlin » en bordure de la route départementale 306, sur le territoire de la commune de Bligny, à une quinzaine de kilomètres au sud-ouest de Reims. 

## Historique
Il est créé au lendemain de la Première Guerre mondiale par les autorités françaises comme le prévoyait le traité de Versailles.
En 1972, il fait l'objet d'une réhabilitation par l'Association pour l'entretien des cimetières allemands qui fait remplacer les croix de bois par des croix de pierre.

## Caractéristiques
Ce cimetière regroupe les corps de 4 732 soldats allemands tués au cours de la Première Guerre mondiale dont 3 062 inhumés dans des tombes individuelles et 1 670 en ossuaires.